# Ангел Атанасов
Ангел Атанасов (Тасев) е български революционер, деец на Вътрешната македоно-одринска революционна организация.

## Биография
Атанасов е роден в 1881 година във валовищкото село Крушево, тогава в Османската империя, днес Ахладохори, Гърция. Влиза във ВМОРО. Завършва българското педагогическо училище в Сяр в 1900 година и работи като учител в Малко Търново, Гюмюрджина, Кърджали и други места. Става директор на началното българско училище в Сяр в 1902 година. Влиза във ВМОРО и е член на Серския окръжен революционен комитет. През май 1903 година е арестуван от властите и осъден на три години затвор, но на следната година е амнистриран. Делегат е на конгреса на Серския революционен окръг в 1905 година.
При избухването на Балканската война в 1912 година е доброволец в Македоно-одринското опълчение. Умира през 1952 година.